# کاترینا تندرز
کاترینا تندرز (انگلیسی: Katharina Thanderz؛ زادهٔ ۲۹ ژوئیهٔ ۱۹۸۸) بوکسور، و کارگزاری املاک و مستغلات (مشاور املاک) اهل نروژ است.